# Последний дон
«Последний дон» — роман 1996 года американского писателя Марио Пьюзо.
Роман «Последний Дон» повествует о преступном клане Клерикуцио. Его глава, дон Доменико Клерикуцио, желает устроить своим потомкам мирную жизнь без криминала, но, как выясняется по ходу сюжета, это не так просто, как кажется на первый взгляд. В этой книге, как и в «Крёстном Отце», Марио Пьюзо изобразил тесную взаимосвязь криминала, киноиндустрии и игорного бизнеса. Во всех этих «сферах» общие грехи — отсутствие милосердия к другим, жажда наживы, жажда крови.
Самую могущественную мафиозную семью Америки возглавляет Дон Клерикуцио, выходец из Сицилии. Семья уничтожает, перемалывает все, что идет вразрез с её интересами, вплоть до собственных отпрысков. И все же Клерикуцио знают, что такое честь и долг, настоящая любовь и преданность…
В 1997 году режиссёр Грэм Клиффорд экранизировал данное произведение — Последний дон (фильм). В фильме снимались такие известные актёры, как Дэнни Айелло («Однажды в Америке», «Крёстный отец 2» и т. д.), Берт Янг (который снимался во всех фильмах «Рокки», «Рокки Бальбоа», «Крёстная мать 2», «Крёстная мать 3») и многие другие. В 1998 году был снят сиквел «Последний дон 2», где все события происходили уже после смерти дона Клерикуцио. В Америку вынужден был вернуться Кроччифисио — после смерти дона Джорджио летал к нему во Францию и предложил стать новым доном, но Кросс отказался от этого. Через несколько дней была убита его жена — Афина. Теперь, чтобы найти предателя и покарать его, Кросс вынужден стать доном, так как, помимо Афины, были убиты и другие члены Семьи.